# Луговой, Роман Иванович
Рома́н Ива́нович Лугово́й (род. 4 августа 1979, Кировоград) — украинский шоссейный велогонщик, выступавший на профессиональном уровне в период 2002—2006 годов. Серебряный призёр чемпионата Украины в групповой гонке, бронзовый призёр молодёжного чемпионата Европы, участник многих крупных гонок на шоссе, как то «Париж — Рубе», «Милан — Турин», «Четыре дня Дюнкерка», «Критериум Интернациональ» и др.

## Биография
Роман Луговой родился 4 августа 1979 года в городе Кировограде Украинской ССР. Проходил подготовку под руководством заслуженного тренера Украины Виктора Васильевича Татаренко.
Впервые заявил о себе в 1995 году, выиграв шоссейную групповую гонку на Летних европейских юношеских Олимпийских днях в Великобритании.
Начиная с 1999 года регулярно принимал участие в различных любительских и молодёжных гонках на шоссе, выступал преимущественно на территории Италии.
В 2001 году завоевал бронзовую медаль в групповой гонке на чемпионате Европы во Франции, уступив только итальянцу Джампаоло Карузо и немцу Эрику Бауману. Финишировал третьим в гонках «Флоренция — Эмполи» и «Гран-премио ла Торре».
Дебютировал на профессиональном уровне в 2002 году в составе итальянской команды Colpack-Astro, присоединившись к ней в качестве стажёра. Выиграл гонки «Флоренция — Эмполи», «Ментона — Савона», «Коппа Коллеккьо», успешно выступил в уругвайской многодневной гонке «Рутас де Америка», где победил на одном из этапов и занял третье место в генеральной классификации. Принял участие в гонке «Стер Электротур» в Нидерландах, став шестым в горной классификации и тринадцатым в очковой классификации.
С 2004 года в течение двух сезонов представлял французскую команду RAGT Semences. В этот период выиграл бронзовую медаль на шоссейном чемпионате Украины в зачёте групповой гонки, уступив на финише только Михаилу Халилову. Дважды принимал участие в монументальных классиках «Париж — Рубе», но оба раза сходил с дистанции. В числе прочего проехал «Тур де л’Авенир», где на одном из этапов стал третьим, «Волту Алгарви», «Тур Бельгии», гонки высшей категории «Четыре дня Дюнкерка» и «Критериум Интернациональ».
Последний раз показывал результаты на профессиональном уровне в сезоне 2006 года в составе итальянского клуба OTC Doors-Lauretana, когда стартовал в таких престижных гонках как «Милан — Турин», «Международная неделя Коппи и Бартали», «Джиро дель Трентино».
Впоследствии работал спортивным директором в итальянских командах.